# 南卫斯理安大学
南卫斯理安大学（英語：Southern Wesleyan University, SWU）是位于美国南卡罗来纳州中央市的一所非营利性私立基督教大学。1906年由卫斯理教会建立。校园占地250英亩。南卫斯理安大学是一所被“南部院校联盟”认证的大学。学校本科和硕士的教育教学由“国家教师教育鉴定委员会”认证。音乐教育教学课程则被“国家院校音乐协会”认证。

## 历史
南卫斯理安大学建立于1906年，在此之前为建校而组织祷告会的地方已经成为了校园主体的一部分。南卡罗来纳州以及周边行政州的一众卫斯理卫理公会教堂代表在中央市（镇）聚集商讨了建校的可能性。学校在1906年10月15日开设课程，并最初被初定名为卫斯理卫理公会圣经学院（1906-1908），后来的名称还包括卫斯理卫理公会大学（1909-1959）和中央市卫斯理大学。最终学校在1994年正式更名为南卫斯理安大学。
学校的设施有60年历史，史密斯大楼是在学院山上建立的第一座建筑物。在1906年竣工时，它被定性为一栋同时包括教堂，六间教室，教务行政区，和一所小型图书馆的综合行政楼。这栋大楼为课堂，行政服务的同时还被使用为教堂和食堂。从那时开始， 校园逐渐被扩展到了将近20栋建筑物超过250英亩的规模。
很长一段时间里，学校都是作为一所二年制专科学校，除了四年的神学专业课程。之外还设立过中小学课程。二十世纪五十年代末，学校解除了大学预科项目，并正式创立了四年制大学课程。学校的专科课程在之前已经接受了认证，而中央市卫斯理大学（学校当时的名称）的本科教学课程认证则是于1973年接受认证。现在，学校的本科和硕士认证都是由南方大学院校委员会认定的。
除了传统的课程教学，在1986年学校增添了非传统的成人教学。最起初被定名为成人领导力专业教育（LEAP），现今这些课程被拓展至名为成人研究生教学（AGS）下的数种学位课程。商科的副学士学位课程始于1988年。基督教侍奉和管理学的硕士学位课程则始于1990年。商科管理学和教育学的硕士学位开始于2002年。

## 照片集

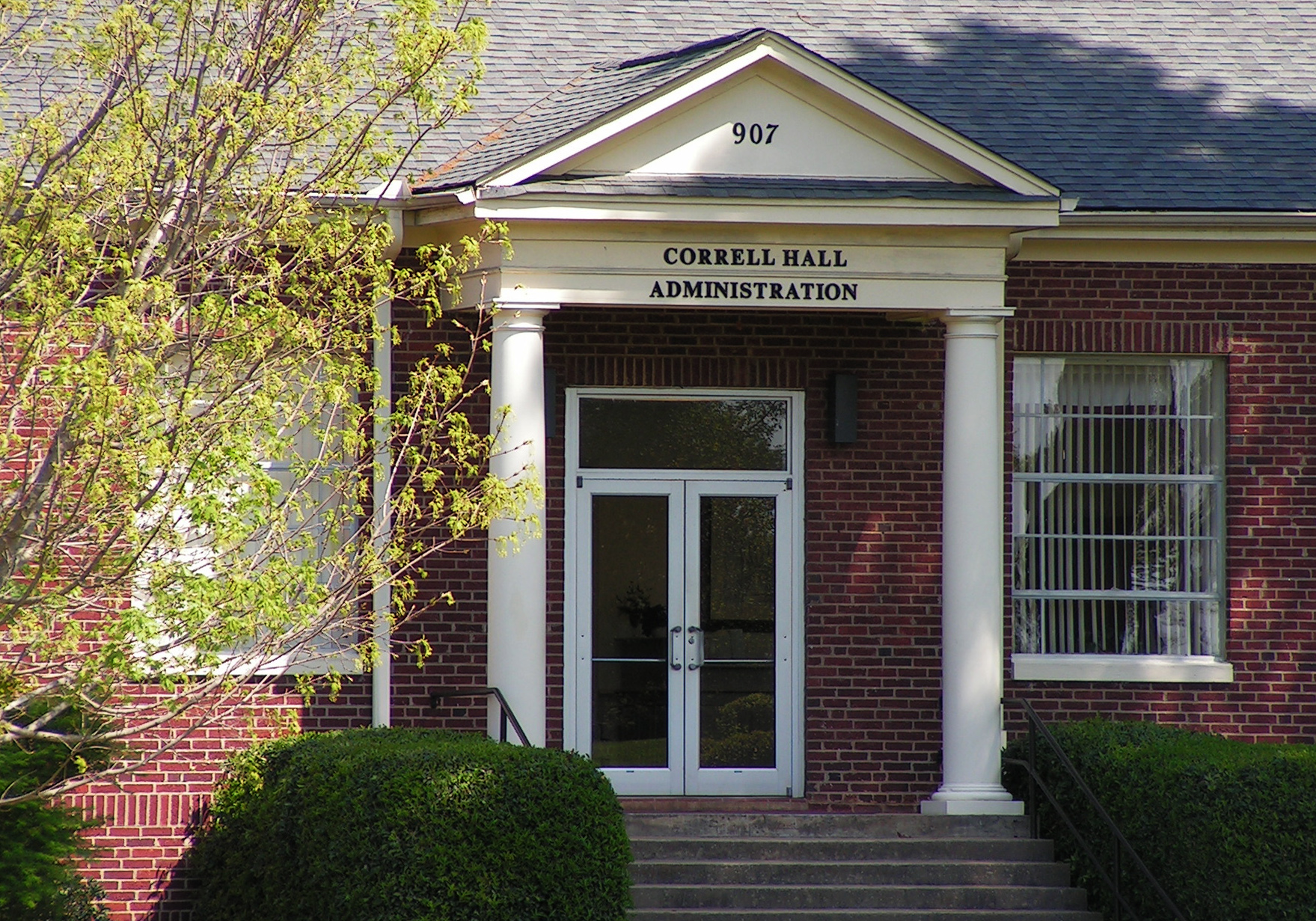
Administration Building
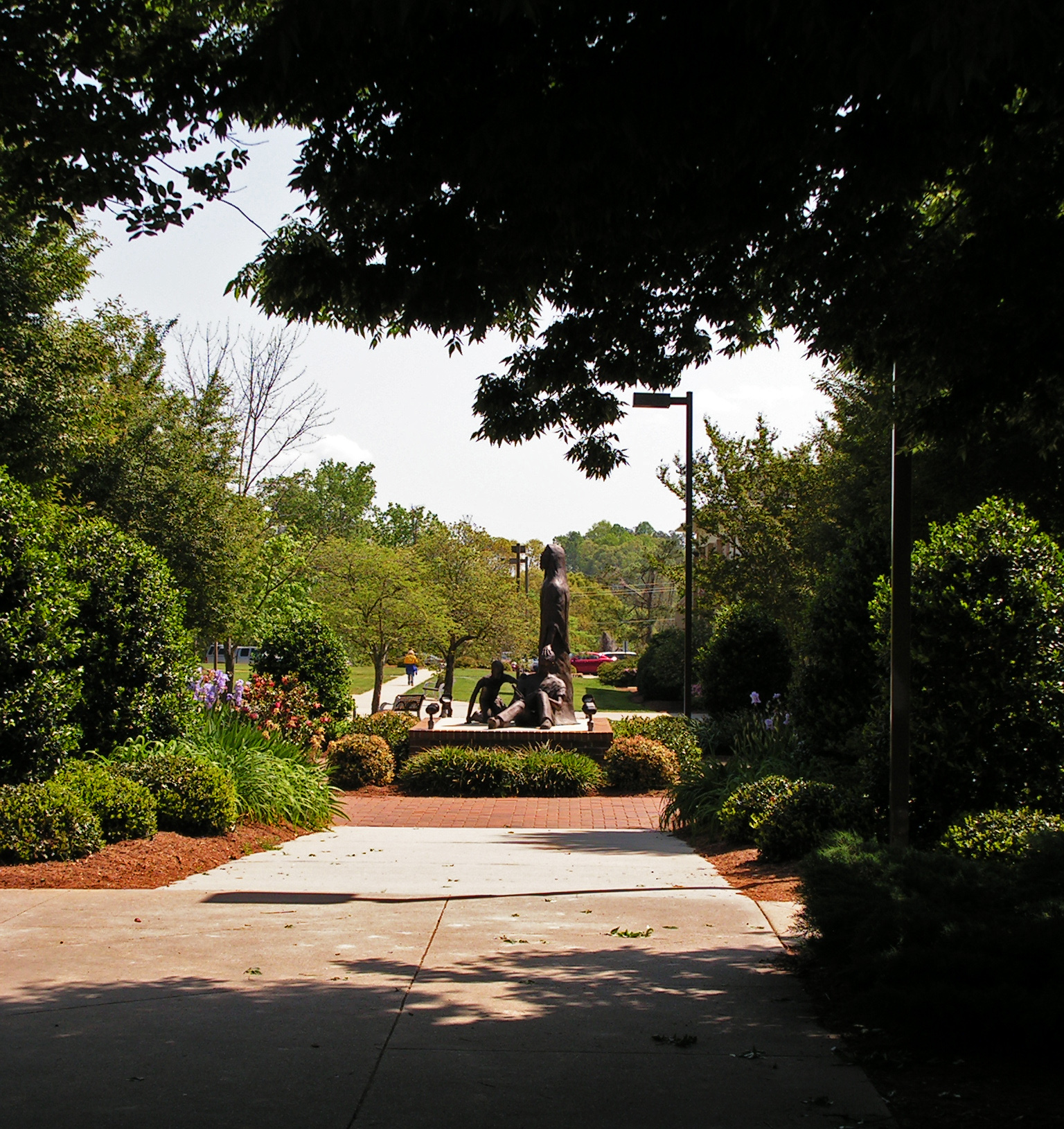
Intercession Square
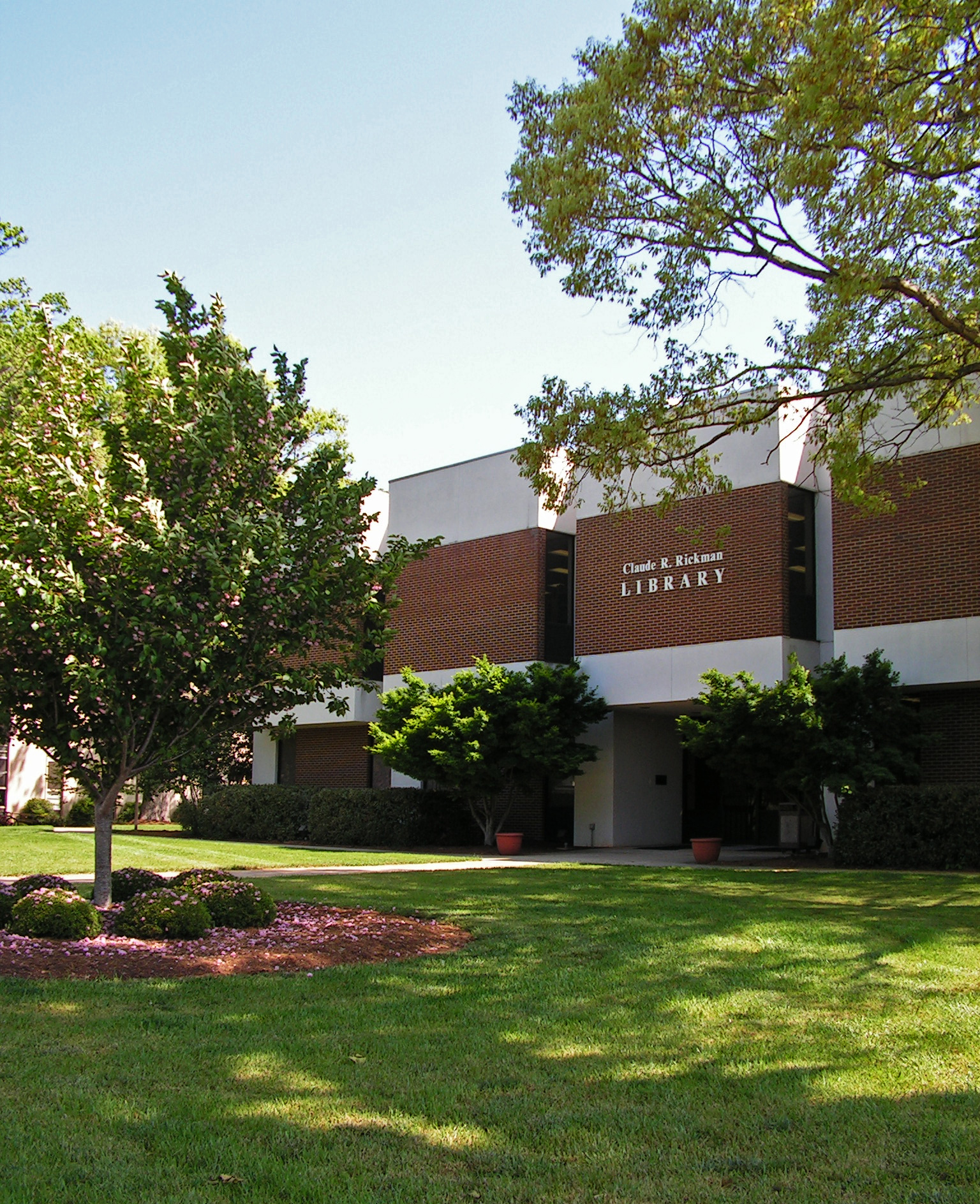
Rickman Library